# Émetteur de Kenadsa
L'émetteur de Kenadsa est un émetteur grandes ondes doté d'une puissance de 2 000 kW, situé près de la ville de Kenadsa, pas loin de la ville Béchar en Algérie.
Il transmet sur 153 kHz le programme de la Chaîne 1 de la radio nationale algérienne et utilise comme antenne 3 pylones en ligne de 357 mètres de hauteur. 
La réception de l'émetteur de Kenadsa en Europe est difficile, car la fréquence 153 kHz est utilisée par d'autres émetteurs de grande puissance. Sa zone de diffusion est plutôt orientée vers le sud ouest de l'Algérie, le Maroc et une partie de la Mauritanie.